# عطلة مدرسة الكتاب المقدس
عطلة مدرسة الكتاب المقدس هو شكل متخصص من التعليم الديني الذي يركز على الأطفال والمراهقين. تقيم الكنائس عادة مخيم صيفي سستمر أسبوعًا خلال فصل الصيف، على الرغم من أن طول البرامج قد تختلف من مخيم إلى مختلف.
تركز المخيمات على ايصال التعليم المسيحي للأطفال والمراهقين من خلال وسائل متعددة فضلًا عن تدريس الكتاب المقدس.

## مواقع خارجية
- Barcellos, Robert J., "VBS reinforces seasonal lessons," Standard Times, July 10, 1999.
- Moll, Kaye, "Standard Publishing's VBS Celebrates 80th Birthday," Lookout Magazine, March 30, 2003.
- Wright, Betsy, "Fond Memories of Vacation Bible School Can Last a Lifetime," The Virginian Pilot, August 6, 1994.